# Сцидмениды

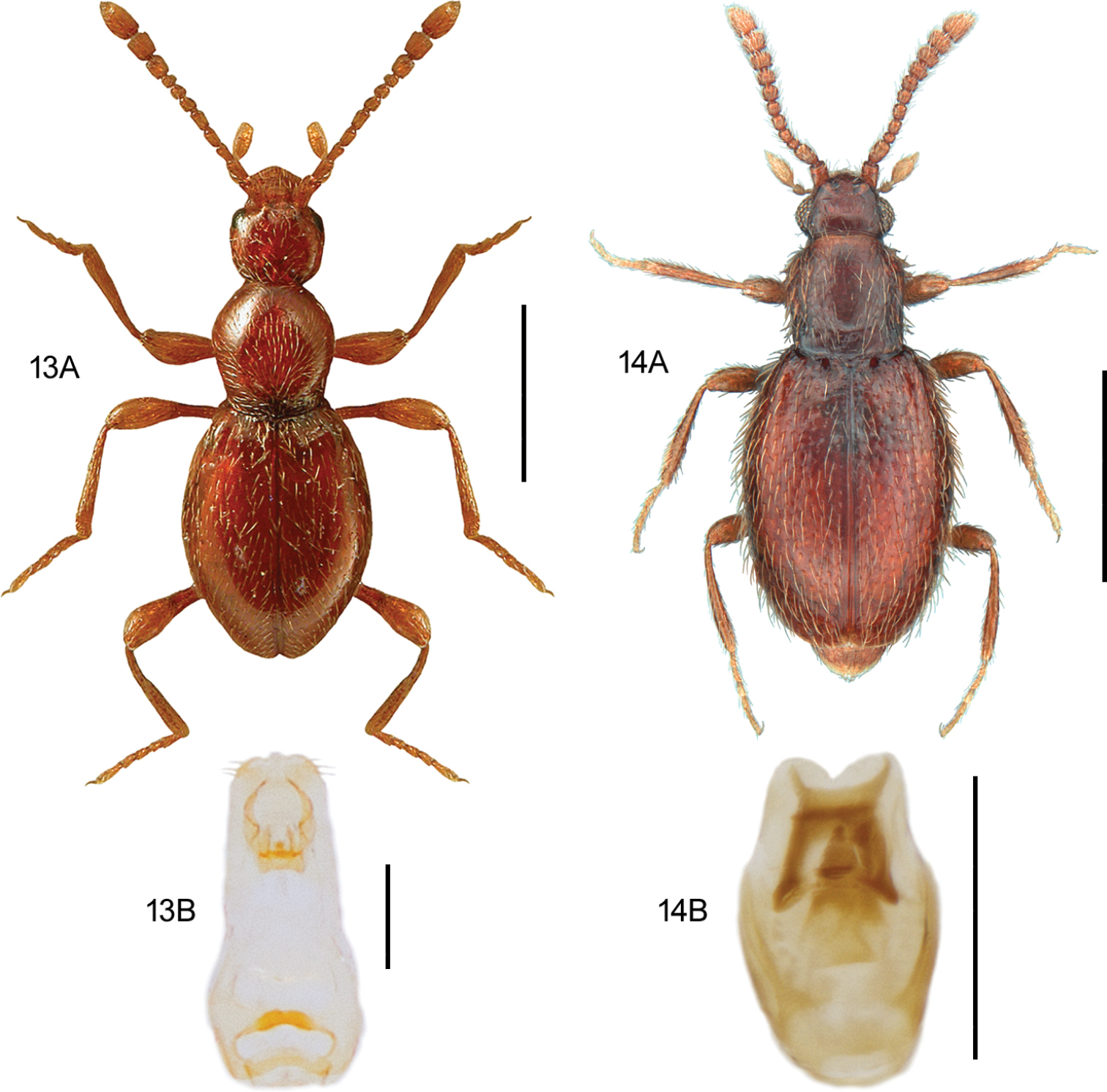
Scydmaenus rufus (13), Scydmoraphes minutus (14). Шкала: 0,5 мм (13A; 14A), 0,1 мм (13B; 14B)

Сцидмениды (лат. Scydmaeninae) — подсемейство жуков из семейства стафилиниды (Staphylinidae), распространённых повсеместно и насчитывающее более 4,5 тысяч видов в около 80 родах. Ранее рассматривалось в статусе отдельного семейства Scydmaenidae в составе надсемейства Staphylinoidea.

## Описание
У большинства сцидменид есть сужение между головой и грудкой, и между грудкой и брюшком, что придаёт им сходство с муравьями. Это очень маленькие жуки, самый большой представитель достигает всего 3 мм в длину, а самые маленькие виды — 0,5 мм.

## Экология и местообитания
Эти жуки живут среди опавшей листвы и гниющей древесины в лесах. Предпочитают влажные места.

### Питание
Некоторые представители семейства были замечены питающимися клещами подотряда Oribatida.

## Мирмекофилияитермитофилия
Часть видов замечены в мирмекофильных и термитофильных связях с муравьями и термитами: 117 видов из 20 родов сцидменид связаны с муравьями 45 видов из 28 родов (Hymenoptera: Formicidae). Среди них: Stenichnus godarti, Euconnus (Napochus) chrysocomus, Euconnus claviger, Euconnus pragensis, Euconnus maeklini, Euthiconus conicicollis, Neuraphes carinatus, Neuraphes imitator, Scydmoraphes minutus, Stenichnus foveola, Scydmaenus (Scydmaenus perrisi, Scydmaenus hellwigi) и другие. Для 16 видов Scydmaenidae отмечены связаны с термитами (Isoptera): 8 видов Scydmaenus, 6 видов Euconnus, и по одному виду Stenichnus и Clidicus.

## Палеонтология
В ископаемом состоянии подсемейство известно только из янтарей, древнейшая находка - в меловом испанском янтаре.

## Систематика
В 2009 году в результате сравнительного анализа 211 признаков имаго и личинок (включая секвенирование 18S rDNA) было доказано (Grebennikov & Newton, 2009), что Сцидмениды являются одной из групп жуков-стафилинид, куда они и были в итоге включены в качестве подсемейства.
- Надтриба Cephenniitae
  - Триба Cephenniini Reitter, 1882[6]
    - Роды (20): Cephazteca — Cephennium — Cephennococcus — Cephennodes — Cephennomicrus — Cephennula — Etelea — Eutheimorphus — Furcodes — Hlavaciellus — Lathomicrus — Monstrophennium — Nanophthalmus — Paracephennium — Pomphopsilla — Pseudocephennium — Shyri — Trichokrater — Trurlia — ?Hawkeswoodcephennodes

  - Триба Eutheiini
    - Роды (6): Eutheia — Euthiconus — Paeneutheia — Paraneseuthia — Protoeuthia — Veraphis[7]

  -   Триба Marcepaniini Jałoszyński, 2013[8]
    - Marcepania
- Надтриба Mastigitae Fleming, 1821
  - Триба Clidicini
    - Роды (3 + 3†): Clidicus — Leptochromus — Papusus — †Aenictosoma — †Euroleptochromus — †Palaeoleptochromus[9]

  - Триба Leptomastacini Casey, 1897
    - Роды (3): Ablepton — Leptomastax — Taurablepton

  - Триба Mastigini Fleming, 1821
    - Роды (3): Mastigus Latreille, 1802 — Palaeostigus — Stenomastigus
- Надтриба Scydmaenitae
  - Триба Chevrolatiini Reitter, 1882
    - Род Chevrolatia Jacquelin du Val[10]

  - Триба Cyrtoscydmini Schaufuss, 1889 или Stenichnini Fauvel, 1885 (=Glandulariini Schaufuss, 1889, =Glandulariidae)
    - Роды (53): Africaphes[11] — Alloraphes — Anhoraeomorphus — Archiconnus — Atropidus — Austrostenichnus — Brachycepsis — Catalinus — Elacatophora — Euconnomorphus — Euconnus[12] — Heteroscydmus — Homoconnus — Horaeomorphus — Leptocharis — Loeblites — Lophioderus — Madagassoconnus — Magellanoconnus — Microraphes — Microscydmus — Mimoscydmus — Nanoscydmus — Napochomorphus — Neuraphanax — Neuraphes — Neuraphoconnus — Neuraphomorphus — Obesoconnus — Oneila — Palaeoscydmaenus — Parapseudoconnus — Parascydmus — Parastenichnaphes — Penicillidmus — Protandroconnus — Protoconnus[13] — Protoscydmus — Psepharobius — Pseudoraphes — Sciacharis — Scydmaenilla — Scydmoraphes — Siamites — Stenichnaphes — Stenichnoconnus — Stenichnodes — Stenichnoteras — Stenichnus — Syndicus — Taphroscydmus — Venezolanoconnus — Vinsoniana — Zeanichnus[14]

  - Триба Leptoscydmini
    - Род Leptoscydmus

  - Триба Plaumanniolini Costa Lima, 1962
    - Род Plaumanniola[15][16][17]

  - Триба Scydmaenini Leach, 1815
    - Роды (6): Adrastia — Ceramphis — Clavigeroscydmus — Eudesis — †Kuafu — Liliputella — Pseudoeudesis — Scydmaenus

  - incertae sedis: †Kachinus
- Надтриба †Hapsomelitae Poinar & Brown, 2004
  - =†Hapsomelinae Poinar & Brown, 2004[18]
    - †Hapsomela Poinar & Brown, 2004
      - †Hapsomela burmitis  Poinar & Brown, 2004 (мел, Бирма)